# Proud Mary
«Proud Mary» — песня американской рок-группы Creedence Clearwater Revival с их второго студийного альбома Bayou Country. Кроме того, была издана отдельным синглом. Это был первый сингл с вышеуказанного альбома. Он появился на прилавках магазинов в том же месяце, что и альбом, то есть в январе 1969 года. (Согласно другому источнику, прямо перед рождеством 1968 года.)
Песня написана её лидером Джоном Фогерти. В одном из интервью в 1969 году Джон Фогерти сказал, что написал эту песню в первые два дня после того, как закончил службу в Национальной гвардии.
Песня стала хитом в США. В чарте Billboard Hot 100 она достигла своей наивысшей второй позиции в марте 1969 года, став первым из пяти синглов в истории группы (не подряд), которые остановились ровно на 2 месте.

## Премии и признание
В 2004 году журнал Rolling Stone поместил песню «Proud Mary» в исполнении группы Creedence Clearwater Revival на 155 место своего списка «500 величайших песен всех времён». В списке 2011 года песня находится на 156 месте.
Также «Proud Mary» вместе с ещё двумя песнями в исполнении группы Creedence Clearwater Revival — «Fortunate Son» и «Green River» — входит в составленный Залом славы рок-н-ролла список 500 Songs That Shaped Rock and Roll.
В 1998 году оригинальный сингл «Proud Mary» группы Creedence Clearwater Revival (вышедший в 1969 году на лейбле Fantasy Records) был принят в Зал славы премии «Грэмми».